# Distaplia australiensis
Distaplia australiensis är en sjöpungsart som beskrevs av Brewin 1953. Distaplia australiensis ingår i släktet Distaplia och familjen Holozoidae. Inga underarter finns listade i Catalogue of Life.